# Oscar Ekman

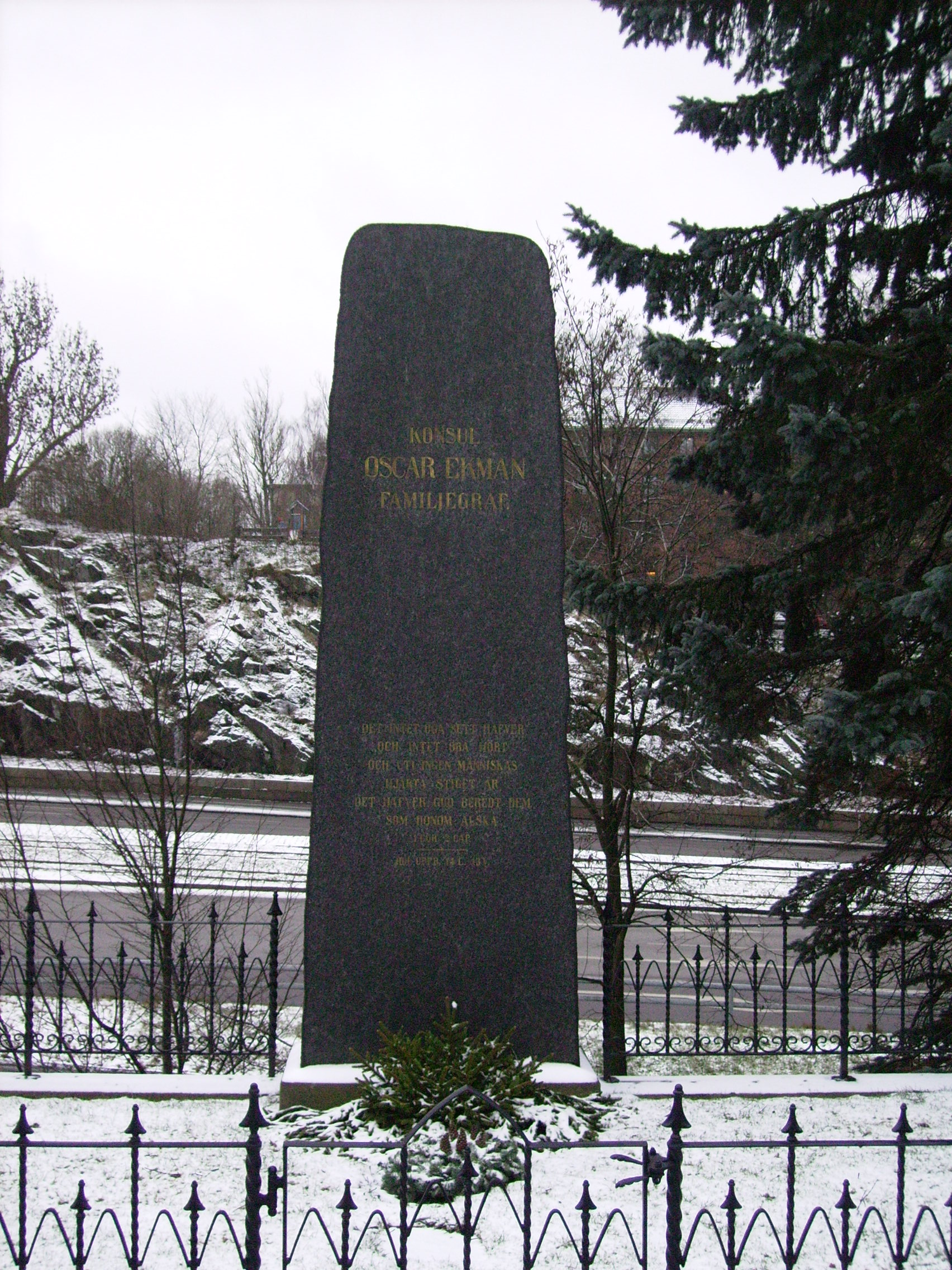
Oscar Ekmans gravvård på Örgryte gamla kyrkogård i Göteborg. "Det intet öga sett hafver/ och intet öra hört/ Och uti ingen människas/ hjärta stiget är/ Det hafver Gud beredt dem/ som honom älska." Hänvisning till 1. Kor 2 och Upp. 14:13 återfinns också på stenen.

Johan Oscar Ekman, född 16 december 1812 i Göteborg, död 14 maj 1907 i Stockholm, var en svensk grosshandlare, politiker, donator och filantrop. Han tillhörde släkten Ekman från Göteborg och var kusin till metallurgen Gustaf Ekman.

## Biografi

### Tidiga år
Ekman blev vid två års ålder faderlös, då hans far, Johan Jacob Ekman, i november 1814 avled i "maghinneinflammation". Den 4 april 1816 ingick modern nytt äktenskap med den ryske generalkonsuln Conrad Friedrich Lang (1775–1850). Om somrarna bodde familjen på landet, på flera olika ställen, som i Gamlestaden, vid Fräntorp, Jonsered och Bokedalen och ända till 1828, då Lang övertog landeriet Gubbero vid nuvarande Redbergsvägen i Göteborg.

### Karriär
Som sextonåring arbetade han från 1829 på grosshandlare Johan Fredrik Silvanders handelskontor i Göteborg och var rysk vice konsul 1844–1853 under sin styvfar. Ekman var även konsul för USA 1857. Han knöt under 1830-talet vänskap med den unge, från England hitflyttade David Carnegie d.y. och blev 1845 dennes kompanjon och därefter kontorschef och disponent i firman D. Carnegie & Co. Ekman kvarstod i ledningen ännu vid hög ålder, och företagets framgång var till stor del beroende av Ekmans affärsskicklighet. När David Carnegie dog 1890 ärvde Oscar Ekman ett stort antal aktier i bolagen. En väsentlig del hade Ekman även i Skandinaviska kreditaktiebolagets utveckling. Detta bolags bildande föreslogs vid 1863 års nationalekonomiska möte, men påtänktes då närmast såsom en svensk-utländsk crédit mobilier, varemot det under Ekmans ordförandeskap utvecklades till ett rent svenskt penninginstitut.
Ekman deltog med intresse i det kommunala livet i Göteborg såsom medlem av stadsfullmäktigekorporationen 1865–1885 och såsom styrelsemedlem i flera kommunala institutioner. I sin egenskap av ordförande i 1864 års så kallade "pauperismkommitté", som tillkom på S. A. Hedlunds initiativ, var Ekman en av upphovsmännen till det system för utskänkning av rusdrycker, som kallats "Göteborgssystemet" och som åsyftade att brännvinsförsäljningen ej skulle medföra vinst för vare sig förläggaren eller utskänkaren.
Som riksdagsman var Ekman 1879–1881 en av Göteborgs stads valkrets representanter i andra kammaren samt utsågs 1882 av Göteborgs stadsfullmäktige till ledamot av första kammaren, trots sina protektionistiska åsikter, men avsade sig strax före den stora tullstriden 1887 sitt mandat.
År 1888 ingrep Ekman på ett betydande sätt i Göteborgs högskolas tillkomst och utveckling, dels i det att han påverkade David Carnegie att genom en stor donation bestämma högskolans riktning, dels genom en egen donation på 200 000 kronor, vilket påskyndade dess tillblivelse. Genom senare donationer - totalt närmare 1 miljon kronor - till högskolan möjliggjorde han inrättande av nya professurer samt medverkade till en fond till utgivande av högskolans årsskrift, varjämte han skänkt medel till uppförande av en högskolebyggnad.
Ekman och hans maka i andra giftet, Maria Amelie Albina, född Lavonius, skänkte även pengar till uppförandet av ett Gustaf-Adolfs-kapell vid Lützen, där grundstenen lades 6 november 1906.
Ekman testamenterade bland annat 400 000 kronor till understödjande av immigrationen i Sverige, 200 000 kronor till ett sjukhus i Örgryte, det blivande Ekmanska sjukhuset samt 1 miljon kronor till en fond - "Oscar och Maria Ekmans donationsfond" - för välgörande eller allmännyttiga ändamål.
Han stödde bland annat Vilhelm Lundströms arbete att bevara de svenska minnesmärkena utomlands. Stiftelsen Lützenfonden bildades av Oscar Ekmans efterlevande med uppgift att bevara Gustaf Adolfs minnesplats i Lützen i värdigt skick och vårda minnet av Gustav II Adolf i utlandet.
Oscar Ekman köpte 1865 egendomen Stora Torp i Örgryte socken, numera i Göteborg. Efter en brand lät han där 1875 uppföra en ny huvudbyggnad. Han inköpte vidare 1875 Bjärka-Säby slott och egendom i Vists socken, idag Linköpings kommun och utvecklade detta till ett mönsterjordbruk.
Sina sista år bodde Ekman i det Palmeska huset i hörnet av Kungsträdgårdsgatan och Södra Blasieholmshamnen i Stockholm.

## Eftermäle och minnen
Ekmansgatan (1914) i stadsdelen Lorensberg i Göteborg är uppkallad efter Oscar Ekman.
Som ett bevis på sin stora tacksamhet gav lärarna vid Göteborgs högskola 1898 ut en särskild festskrift; Göteborgs högskolas årsskrift. Bd 4, med inledningen "Vi anhålla vördnadsfullt, att Ni Herr Konsul, måtte i denna vår hyllningsgärd se ett bevis på, huru högt vi skatta Edra förtjänster om Göteborgs Högskola, och huru mycket vi nitälska för de uppgifter, vårt kall ålägger oss".

## Familj
Oscar Ekman tillhörde släkten Ekman från Göteborg. Han var son till med. dr Johan Jacob Ekman (1771–1814) och Sara Minten (1790–1842). Han gifte sig första gången den 11 maj 1848 i Funbo i Uppsala med friherrinnan Louise Carolina von Düben (1822–1861), dotter till godsägaren, friherre Joakim Ulrik von Düben (nr 139) och Antoinette Eleonora Sture, och andra gången den 15 maj 1872 i Stockholm med Maria Lavonius (1846–1915), som var dotter till guvernören i Uleåborgs län, den rysk-finske adelsmannen Alexander Lavonius och dennes hustru Sophia Rosina von Haartman.
Oscar Ekmans dotter Sara Louise Antoinette, född 1849, gifte sig 1869 med Johan Axel Casimir Löwen. Sonen Oscar, född 1873, är farfar till naturjournalisten Henrik Ekman.
Dottern Alba Maria, född 1874, gifte sig 1893 med Karl Langenskiöld.